# Al servei del Reich
Al servei del Reich (títol original, Filip) és una pel·lícula dramàtica bèl·lica polonesa del 2023, dirigida per Michał Kwieciński. Es basa en la novel·la semibiogràfica homònima de Leopold Tyrmand. S'ha doblat i subtitulat al català.
La pel·lícula es va projectar per primera vegada al Festival de Cinema de Gdynia el setembre de 2022, on va guanyar el Lleó de Plata, i també es va premiar Michał Sobociński per la fotografia i a Dariusz Krysiak per la caracterització. L'actor que interpreta el paper principal, Erik Kulm Jr. va rebre el premi Zbyszek Cybulski el desembre de 2022. La pel·lícula també es va presentar al Festival Internacional de Cinema de Santa Barbara el 2023, que va ser la seva estrena internacional. Al servei del Reich també va rebre el màxim premi (Platinum Gorget) l'1 de març de 2023 durant el III Festival de Cultura Nacional Pamięć i Tożsamość a Varsòvia.